# Experiment on Rapidly Intensifying Cyclones over the Atlantic
Experiment on Rapidly Intensifying Cyclones over the Atlantic (ERICA) (Experimento sobre ciclones que se intensificam rapidamente sobre o Atlântico, em Português) é um projeto desenvolvido pelo Escritório de Pesquisas Navais dos Estados Unidos da América em 1986 e durou até 1991. O seu principal objetivo é entender os processos físicos fundamentais na atmosfera durante a rápida intensificação de ciclones extratropicais sobre o oceano.
Além disso, o objetivo do ERICA é determinar as variantes físicas necessárias para ser incorporadas aos modelos meteorológicos existentes para melhorar a precisão de previsões de ciclones extratropicais sobre o oceano. Também, o projeto também iniciou pesquisas para determinar variantes meteorológicas precursoras das rápidas intensificações de sistemas extratropicais.